# Barly (Somme)
Pour les articles homonymes, voir Barly.
Barly est une commune française située dans le département de la Somme en région Hauts-de-France.

## Géographie

### Localisation
Barly est un village picard situé entre Ponthieu et Amiénois et est limitrophe du département du Pas-de-Calais.
À vol d'oiseau, la commune est située à 7 km au nord-ouest de Doullens, 9 km au sud de Frévent, 20 km au sud-ouest de Saint-Pol-sur-Ternoise , 33 km au nord-est d'Abbeville, 34 km au nord d'Amiens et à 37 km au sud-ouest d'Arras.
Le territoire de la commune est limitrophe de ceux de six communes.
Les communes limitrophes sont Mézerolles, Neuvillette, Occoches, Outrebois, Remaisnil et Bonnières.

### Hydrographie

#### Réseau hydrographique
La commune est située dans le bassin Artois-Picardie. Elle est drainée par la Remaisnil et le Courcelles,.

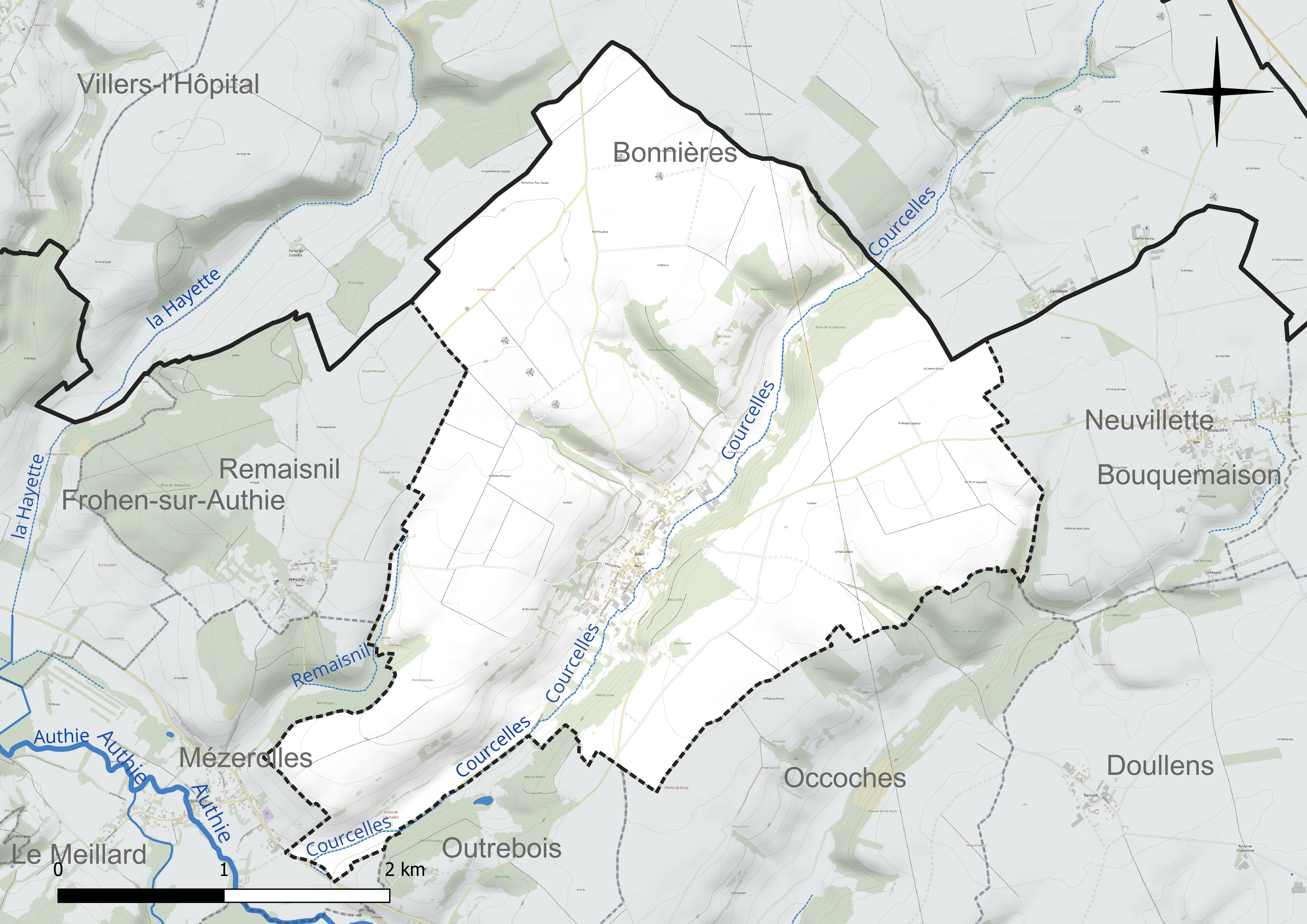
Réseau hydrographique de Barly.

#### Gestion et qualité des eaux
Le territoire communal est couvert par le schéma d'aménagement et de gestion des eaux (SAGE) « Authie ». Ce document de planification concerne un territoire de 1 253 km2 de superficie, délimité par le bassin versant de l'Authie. Le périmètre a été arrêté le 5 août 1999 et le SAGE proprement dit est, en 2024, en cours d'élaboration. La structure porteuse de l'élaboration et de la mise en œuvre est le syndicat mixte Canche Et Authie.
La qualité des cours d'eau peut être consultée sur un site dédié géré par les agences de l'eau et l'Agence française pour la biodiversité.

### Climat
Pour des articles plus généraux, voir Climat des Hauts-de-France et Climat de la Somme.
En 2010, le climat de la commune est de type climat océanique dégradé des plaines du Centre et du Nord, selon une étude du CNRS s'appuyant sur une série de données couvrant la période 1971-2000. En 2020, Météo-France publie une typologie des climats de la France métropolitaine dans laquelle la commune est exposée à un climat océanique et est dans la région climatique Côtes de la Manche orientale, caractérisée par un faible ensoleillement (1 550 h/an) ; forte humidité de l'air (plus de 20 h/jour avec humidité relative > 80 % en hiver), vents forts fréquents.
Pour la période 1971-2000, la température annuelle moyenne est de 10,1 °C, avec une amplitude thermique annuelle de 13,2 °C. Le cumul annuel moyen de précipitations est de 884 mm, avec 12,5 jours de précipitations en janvier et 8,9 jours en juillet. Pour la période 1991-2020, la température moyenne annuelle observée sur la station météorologique la plus proche, située sur la commune de Bernaville à 11 km à vol d'oiseau, est de 10,4 °C et le cumul annuel moyen de précipitations est de 877,3 mm,. Pour l'avenir, les paramètres climatiques de la commune estimés pour 2050 selon différents scénarios d'émission de gaz à effet de serre sont consultables sur un site dédié publié par Météo-France en novembre 2022.

## Urbanisme

### Typologie
Au 1er janvier 2024, Barly est catégorisée commune rurale à habitat dispersé, selon la nouvelle grille communale de densité à sept niveaux définie par l'Insee en 2022.
Elle est située hors unité urbaine. Par ailleurs la commune fait partie de l'aire d'attraction d'Amiens, dont elle est une commune de la couronne,. Cette aire, qui regroupe 369 communes, est catégorisée dans les aires de 200 000 à moins de 700 000 habitants,.

### Occupation des sols
L'occupation des sols de la commune, telle qu'elle ressort de la base de données européenne d'occupation biophysique des sols Corine Land Cover (CLC), est marquée par l'importance des territoires agricoles (85,3 % en 2018), en augmentation par rapport à 1990 (84,1 %). La répartition détaillée en 2018 est la suivante : 
terres arables (70,7 %), prairies (14,7 %), forêts (11,7 %), zones urbanisées (3 %). L'évolution de l'occupation des sols de la commune et de ses infrastructures peut être observée sur les différentes représentations cartographiques du territoire : la carte de Cassini (XVIIIe siècle), la carte d'état-major (1820-1866) et les cartes ou photos aériennes de l'IGN pour la période actuelle (1950 à aujourd'hui).

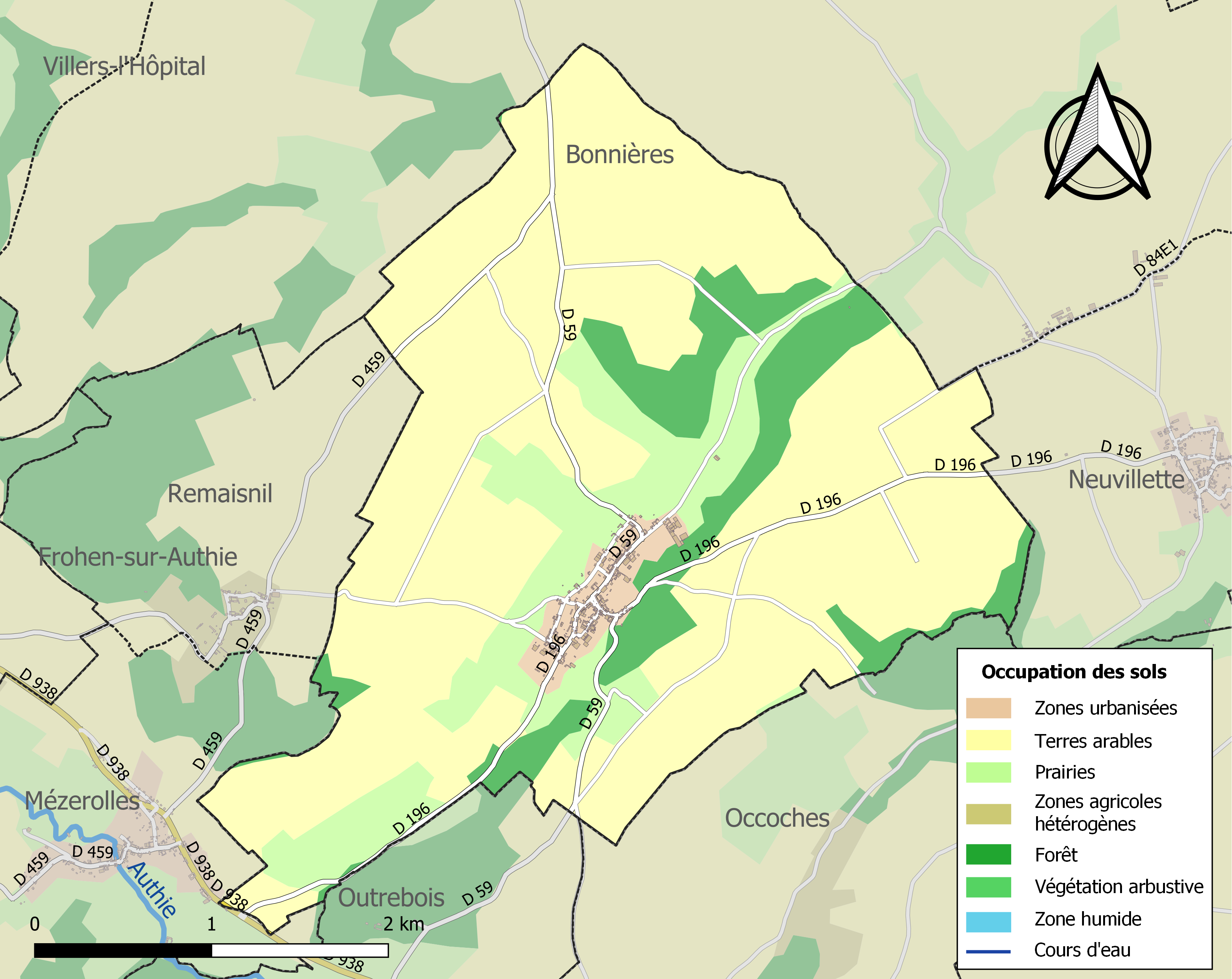
Carte des infrastructures et de l'occupation des sols de la commune en 2018 (CLC).

## Toponymie
Le nom de la localité est attesté sous la forme Barlous (882.) ; Bailos (1044.) ; Barlos (1108.) ; Barlues (1127.) ; Barlus (1147.) ; Ballues (1256.) ; Bailues (1300.) ; Barleux (1429.) ; Barleu (1640.) ; Berleux (1757).
Une des explications de l'origine du nom du village : viendrait de Basiliacum, donc appartenant à Basilius.

## Histoire
Au XIe siècle, l'église et la seigneurie appartenaient au comte de Ponthieu.

## Politique et administration
| Période                                  | Période                    | Identité           | Étiquette | Qualité                            |
| ---------------------------------------- | -------------------------- | ------------------ | --------- | ---------------------------------- |
| Les données manquantes sont à compléter. |                            |                    |           |                                    |
| 1871                                     | 1900                       | Maxime Asselin     |           |                                    |
| 1900                                     | 1911                       | Gustave Bouchez    |           |                                    |
| 1911                                     | 1956                       | Fernand Allard     |           |                                    |
| 1956                                     | 1976                       | Ernest Reptin      | RI        | Sénateur de la Somme (1972 → 1976) |
| Les données manquantes sont à compléter. |                            |                    |           |                                    |
| 1989                                     | mars 2008                  | Jacques Macron     |           |                                    |
| mars 2008                                | octobre 2015               | Benoît Macron      |           | Fils du précédent Démissionnaire   |
| octobre 2015                             | mai 2020                   | Luc Petit          |           |                                    |
| mai 2020                                 | En cours (au 21 juin 2020) | Jean-Louis Bouchez |           |                                    |

## Population et société

### Démographie
L'évolution du nombre d'habitants est connue à travers les recensements de la population effectués dans la commune depuis 1793. Pour les communes de moins de 10 000 habitants, une enquête de recensement portant sur toute la population est réalisée tous les cinq ans, les populations de référence des années intermédiaires étant quant à elles estimées par interpolation ou extrapolation. Pour la commune, le premier recensement exhaustif entrant dans le cadre du nouveau dispositif a été réalisé en 2005.

En 2022, la commune comptait 163 habitants, en évolution de −5,78 % par rapport à 2016 (Somme : −1,26 %, France hors Mayotte : +2,11 %).
| 1793 | 1800 | 1806 | 1821 | 1831 | 1836 | 1841 | 1846 | 1851 |
| ---- | ---- | ---- | ---- | ---- | ---- | ---- | ---- | ---- |
| 510  | 589  | 595  | 608  | 658  | 622  | 644  | 623  | 621  |

| 1856 | 1861 | 1866 | 1872 | 1876 | 1881 | 1886 | 1891 | 1896 |
| ---- | ---- | ---- | ---- | ---- | ---- | ---- | ---- | ---- |
| 588  | 577  | 583  | 542  | 487  | 453  | 407  | 377  | 364  |

| 1901 | 1906 | 1911 | 1921 | 1926 | 1931 | 1936 | 1946 | 1954 |
| ---- | ---- | ---- | ---- | ---- | ---- | ---- | ---- | ---- |
| 341  | 352  | 320  | 309  | 274  | 275  | 272  | 304  | 272  |

| 1962 | 1968 | 1975 | 1982 | 1990 | 1999 | 2005 | 2006 | 2010 |
| ---- | ---- | ---- | ---- | ---- | ---- | ---- | ---- | ---- |
| 245  | 244  | 219  | 193  | 189  | 172  | 154  | 153  | 167  |

| 2015 | 2020 | 2022 | - | - | - | - | - | - |
| ---- | ---- | ---- | - | - | - | - | - | - |
| 170  | 164  | 163  | - | - | - | - | - | - |

### Enseignement
Un regroupement pédagogique concentré est mis en place à l'école des Fontaines bleues de Mézerolles depuis 2005. Il associe les communes de Remaisnil, Heuzecourt, Barly, Outrebois, Occoches, Boisbergues, Le Meillard, Béalcourt et Frohen-sur-Authie. Une salle multi-activités est inaugurée en septembre 2019.

## Culture locale et patrimoine

### Lieux et monuments
- Église Saint-Pierre. L'édifice renferme des statues en bois polychrome de saint Pierre et saint Paul (1764)  Classé MH (1908), de saint Antoine  Classé MH (1908) ; un maître-autel (1764)  Classé MH (1980), un autel de saint Antoine  Classé MH (1980) ; un autel Notre-Dame des Victoires  Classé MH (1980), tous attribués à Jean-Baptiste Carpentier.

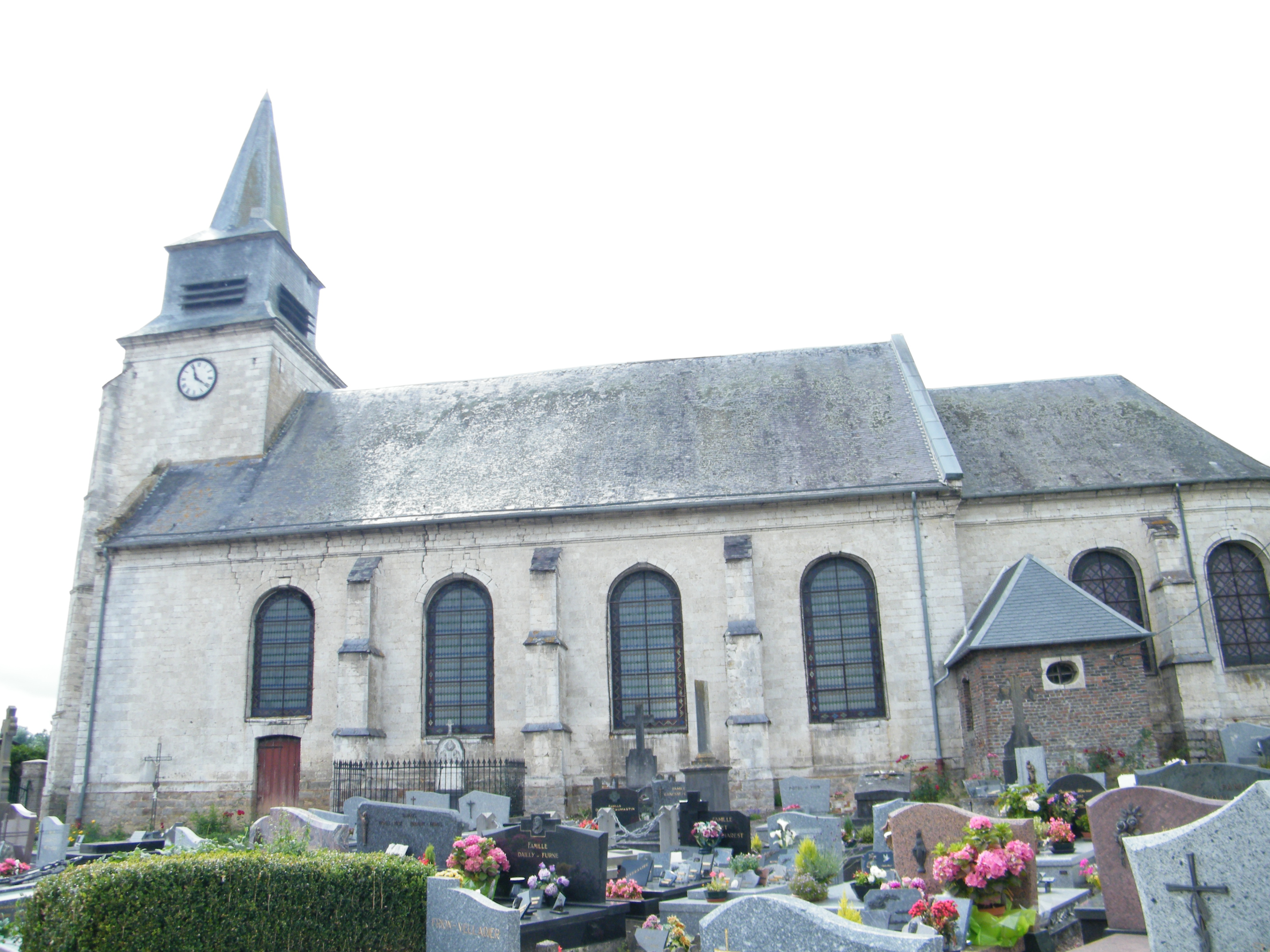
Saint-Pierre et son cimetière.
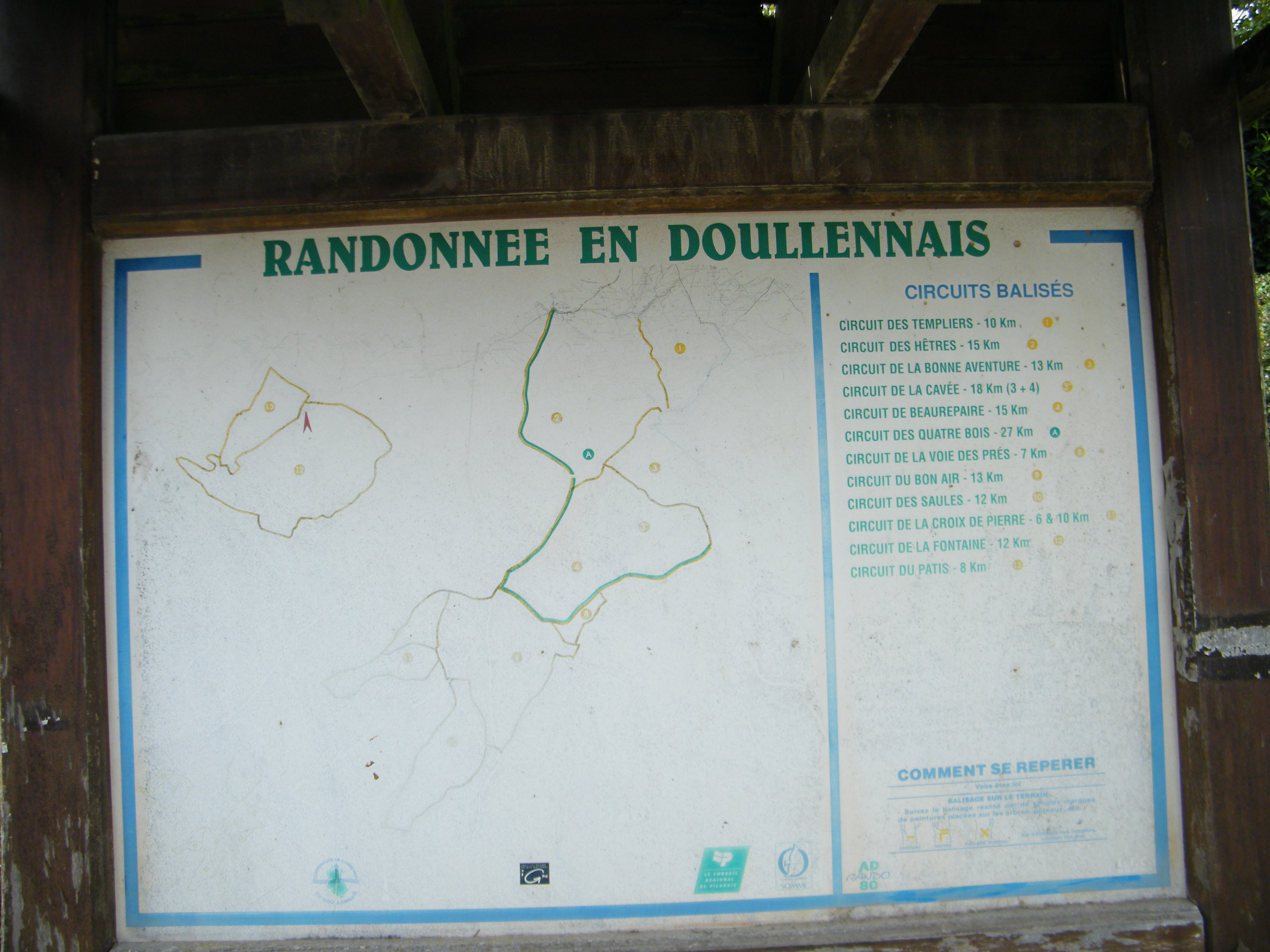
Invitation à la randonnée.
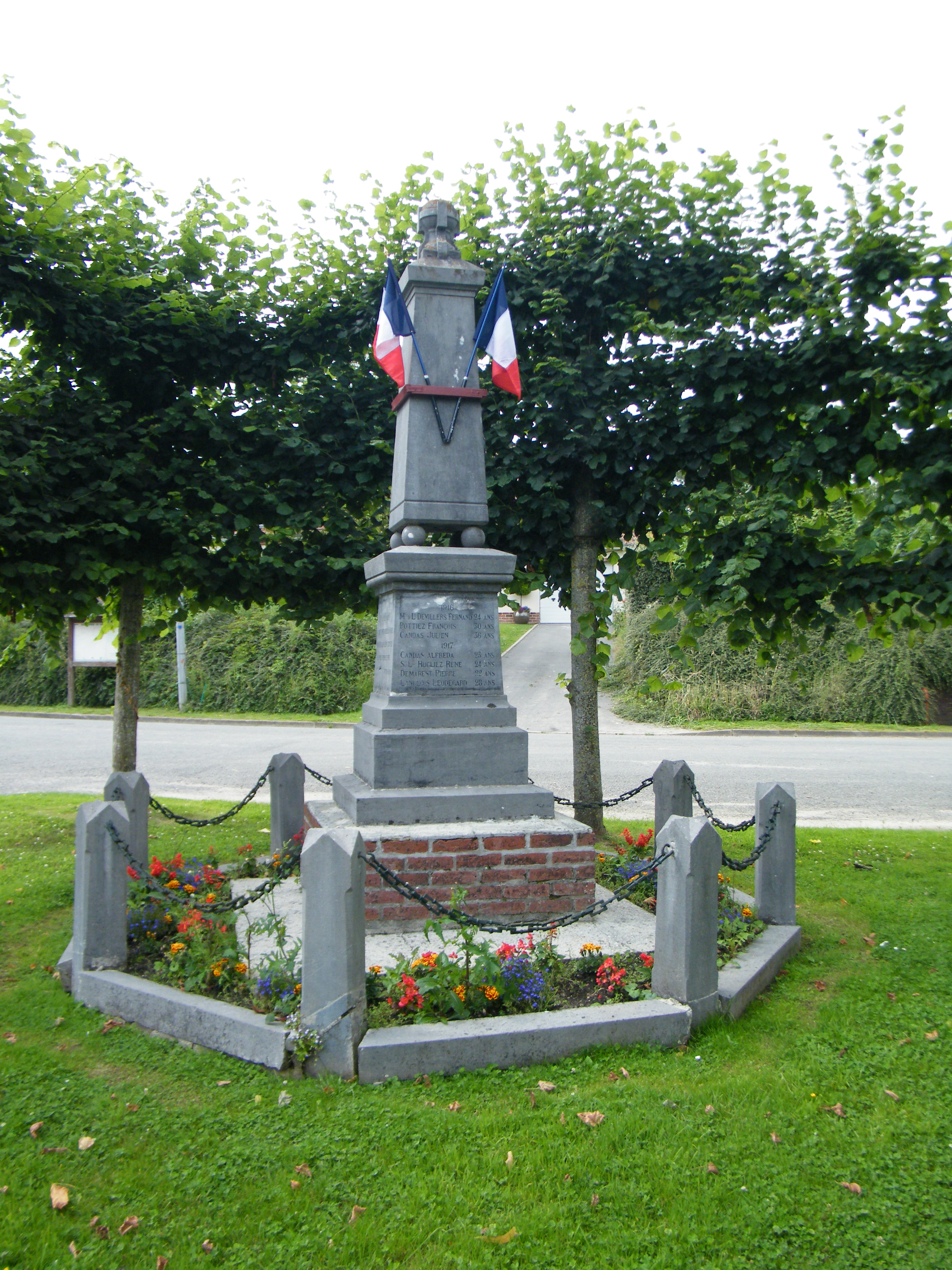
Mémorial aux morts pour la patrie.
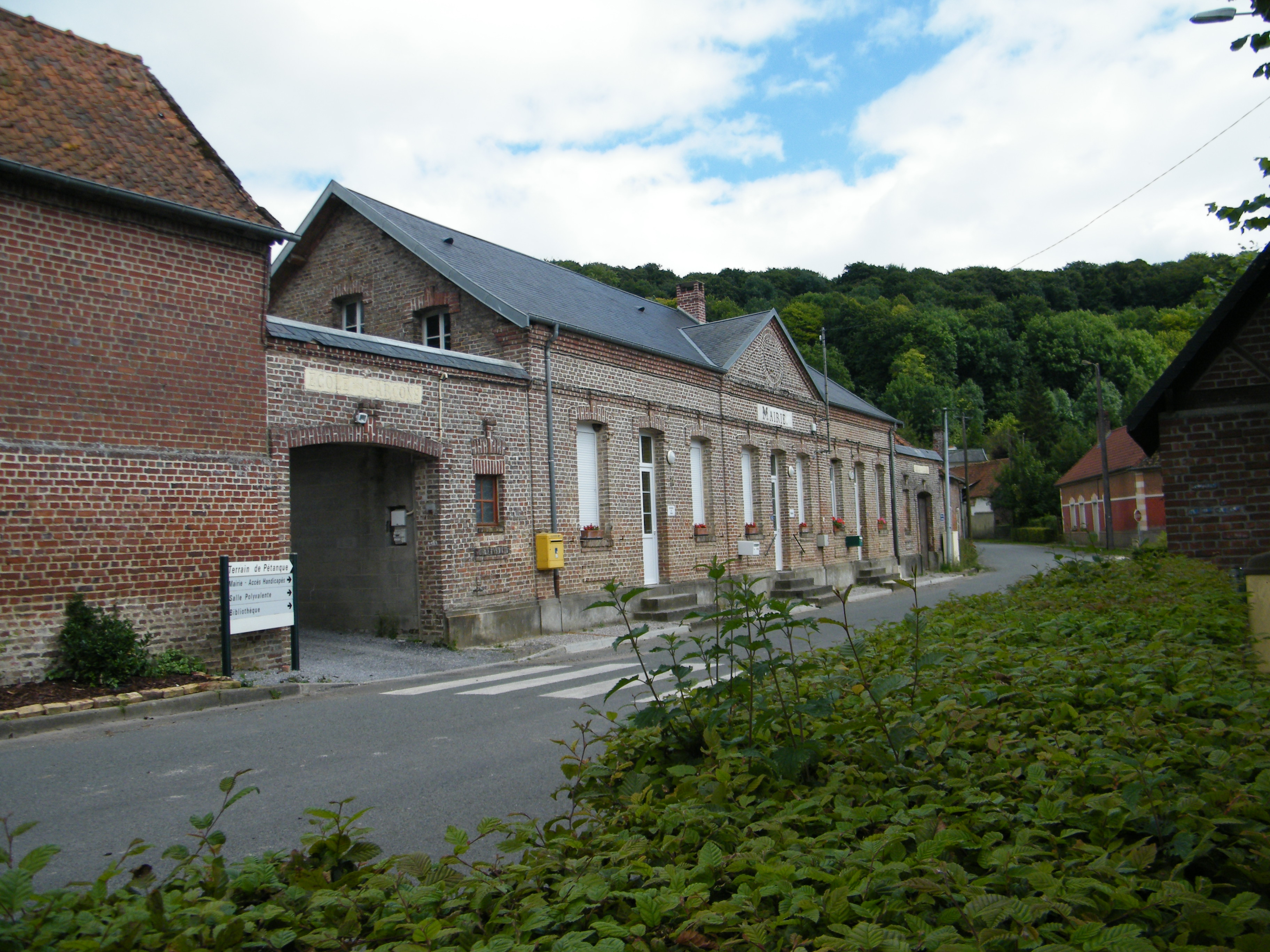
Mairie.

## Pour approfondir